# John Blackman
John William Blackman (14 de julio de 1947 - 4 de junio de 2024) fue un presentador de radio y televisión, artista de voz, escritor de comedia y autor australiano. Fue ampliamente conocido por su trabajo de voz en el programa de variedades cómicas de larga duración de la Nine Network Hey Hey It's Saturday desde 1971 hasta 1999, regresando para especiales de reunión en 2009 y en 2021, con un breve relanzamiento en 2010.

## Biografía
Blackman creció en el suburbio de Melbourne de Mount Waverley, donde asistió a la Escuela Primaria de Syndal hasta 1959 y completó el décimo grado en la Escuela Técnica de Syndal en 1963. Fue un ferviente seguidor del Fitzroy Football Club, ahora Brisbane Lions. Al salir de la escuela (y de casa) a los 16 años, trabajó en una sucesión de ocupaciones: empleado de aduanas, vendedor de furgonetas de una distribuidora de cigarrillos, representante de ventas de una empresa de perfumes y pregonero en el Bargain Basement de Myer. A los 22 años, decidió seguir una carrera en la radio.

### Trabajo en medios
Trabajó en radio desde 1969, pero fue más conocido por su período de 28 años como locutor y voz de personajes en Hey Hey It's Saturday de la Nine Network, el programa de variedades más largo de Australia. Uno de sus personajes más conocidos fue un títere conocido como "Dickie Knee".
En 1969, se unió a 2GN Goulburn como locutor, lector de noticias, redactor publicitario, vendedor y bibliotecario de discos.
En 1970, se unió a 2CA Canberra, donde trabajó en una variedad de turnos al aire durante 18 meses hasta mediados de 1971, cuando se unió a 3AW en Melbourne. Como locutor nocturno, Blackman trabajó con el reverendo Alex Kenworthy durante varios años en "Nightline".[cita requerida]
En 1974, se unió a 3AK, donde fue conductor del programa matutino hasta 1975, cuando se mudó a Sídney para unirse a 2UE como locutor "flotante" por solo tres meses. En TCN-9 en Sídney, fue locutor de continuidad y lector de noticias diurno para National Nine News junto con su trabajo en Hey Hey It's Saturday, que hacía desde una cabina de locución en TCN-9 hasta GTV-9 en Melbourne todos los sábados.
Blackman regresó a 3AK Melbourne en 1979 para conducir el programa matutino hasta 1981. Más tarde ese año, se unió a 3AW para conducir su programa matutino con Paul Barber. Después de que Barber dejara el programa poco después, fue reemplazado por el ex lector de noticias de ATV-0 y locutor de personalidades, Bruce Mansfield. Esta combinación se convirtió en una de las más exitosas en la historia de la radio australiana, con el programa matutino de 3AW liderando las clasificaciones durante cinco años consecutivos hasta 1986.
Después de dejar 3AW en circunstancias controvertidas el 30 de abril de 1986, Blackman se convirtió en parte del breve experimento de la Red CBC (2UE/3AK); y, en diciembre de ese año, su contrato no fue renovado.
De 1987 a 1990, fue coanfitrión de un programa matutino en 3UZ (ahora RSN Racing & Sport) con el miembro de los Coodabeen Champions Ian Cover y, más tarde, Wilbur Wilde.
En 1997, después de siete años de ausencia de la radio, Blackman fue contratado como coanfitrión del programa matutino de 3AK con Anna "Pinky" Pinkus y Denis Donoghue (Lawyers, Guns & Money) hasta 2000.[cita requerida]
En 2004, se unió a Triple M Adelaide y fue coanfitrión de The John Blackman & Jane Reilly Breakfast Show hasta diciembre de 2007.

### Regreso a la radio
Desde abril de 2015 hasta mayo de 2016, fue empleado en MAGIC 1278 en Melbourne y MAGIC 882 en Brisbane como su locutor de desayunos entre las 6:00 a. m. y las 10:00 a. m., inicialmente como copresentador junto a Jane Holmes, quien renunció en abril de 2015 por razones personales. Blackman continuó en un rol en solitario hasta mayo de 2016, cuando fue despedido de manera poco ceremoniosa por Macquarie Media Ltd.
Según el COO de MML, Adam Lang: "Es un locutor muy respetado y altamente considerado, pero su estilo de emisión, aunque excelente, no funcionaba en el formato MAGIC."
Significativamente, en la tercera encuesta de radio de 2016 (publicada unos días después), Blackman aumentó realmente su audiencia en Melbourne del 1.5% al 2.2% y su audiencia acumulada a 19,000 oyentes (2,000 más que el promedio de la estación).[cita requerida]

## Trabajo corporativo
Blackman fue anfitrión corporativo y presentador para más de 800 noches de premios empresariales, conferencias y ocasiones sociales. También grabó regularmente anuncios de radio y televisión.

## Escritura
Blackman fue autor de varios libros, incluyendo Aussie Slang, Aussie Gags (1998) y More Aussie Gags, Don't Come the Raw Prawn, Best of Aussie Slang, Aussie Slang Dictionary, y el Dickie Knee Bumper Comic Book. Fueron publicados por Pan Macmillan Australia.

## Vida personal
Blackman estuvo casado dos veces. Se casó con su segunda esposa Cecile el 2 de diciembre de 1972, y tienen una hija adulta.
En Nochebuena de 2007, Blackman sufrió una convulsión provocada por un tumor cerebral de meningioma (benigno) del tamaño de una bola de golf. Después de seis horas de cirugía, fue eliminado con éxito en The Alfred Hospital en Melbourne y tuvo una recuperación completa.
Blackman también fue diagnosticado con una forma agresiva de cáncer de piel en 2019, lo que resultó en la extirpación de su mandíbula. El cáncer reapareció en 2022, y Blackman se sometió a una extensa cirugía para extirpar la parte superior de su cráneo y la piel de su cuero cabelludo.
Blackman falleció de un ataque al corazón el 4 de junio de 2024, a la edad de 76 años.

## Trabajo comunitario y de caridad
Blackman fue miembro del Consejo de Patrones de la Epilepsy Foundation of Victoria. y fue embajador activo del Australia Day (Victoria). También fue miembro del comité y exvicepresidente de Variety – the Children's Charity, siendo recientemente miembro honorario. 